# Campeonato Mundial de Ginástica Rítmica de 1989
O XIV Campeonato Mundial de Ginástica Rítmica transcorreu entre os dias 27 de setembro e 1 de outubro de 1989, na cidade de Sarajevo, na Iugoslávia.